# Flavius Băd
Flavius Lucian Băd (n. 24 mai 1983, Arad, România) este un jucător de fotbal român care a evoluat la echipe precum: FC Politehnica Timișoara, Național București, UTA Arad, Gloria Bistrița sau FC Universitatea Cluj.
În prezent, acesta evoluează în Liga a IV-a la clubul Victoria Zăbrani.